# مارين جيرو
مارين جيرو (بالإنجليزية: Marinne Giraud)‏ مواليد 23 أبريل 1986 في كوريبيب، هي لاعبة كرة مضرب موريشيوسية بدأت مسيرتها كمحترفة سنة 2003 تلعب باليد اليمنى. أعلى تصنيف لها كان 237. فازت ببطولة سان دوني للزوجي في سنة 2007 وببطولة مومباي للزوجي في نفس السنة.

## روابط خارجية
- مارين جيرو على موقع رابطة محترفات التنس (الإنجليزية)
- مارين جيرو على موقع الاتحاد الدولي لكرة المضرب (الإنجليزية)
- مارين جيرو على موقع كأس بيلي جين كينغ (الإنجليزية)
- مارين جيرو على موقع خلاصة التنس.كوم (الإنجليزية)